# Дори, Дэна
Дэ́на До́ри (англ. Dana Daurey; 17 августа 1976, Лос-Анджелес, Калифорния, США) — американская актриса

.

## Биография
Дэна Дори родилась 17 августа 1976 года в Лос-Анджелесе (штат Калифорния, США). У неё есть старший брат — актёр Миллер Дори (род. 1974).
На своём втором прослушивании в жизни Дэна получила роль в ситкоме «Несчастливы вместе» на WB и появилась более чем в 30 эпизодах в течение следующих 3 лет. Дэна с тех пор стабильно работает на телевидении и в кино, включая 3 года съёмок в роли Хизер Тапперман в телесериале «Провидение» на NBC. Дэна работала с Джоном Хэммом и Брук Шилдс.
Дэне пришлось удалить щитовидную железу по неизвестным публике причинам, в результате чего её карьера приостановилась на год.

## Избранная фильмография
| Год       |    | Русское название                    | Оригинальное название          | Роль                                                                                                |
| --------- | -- | ----------------------------------- | ------------------------------ | --------------------------------------------------------------------------------------------------- |
| 1995—1997 | с  | Несчастливы вместе                  | Unhappily Ever After           | Эмбер Мосс                                                                                          |
| 1996      | с  | Шаг за шагом                        | Step by Step                   | Брэнди Хартман                                                                                      |
| 1997      | с  | Спасатели Малибу                    | Baywatch                       | Дайана                                                                                              |
| 1999      | мс | Дикая семейка Торнберри             | The Wild Thornberrys           | Лизл / утконос / различные роли                                                                     |
| 1999—2002 | с  | Провидение                          | Providence                     | Хизер Тапперман                                                                                     |
| 2003      | с  | Седьмое небо                        | 7th Heaven                     | девушка на свидании с Чэндлером                                                                     |
| 2005      | ф  | Колдунья                            | Bewitched                      | актриса на прослушивании                                                                            |
| 2008—2014 | мс | Робоцып                             | Robot Chicken                  | Майли Сайрус / Ханна Монтана / учительница / официантка / Смурфетта / Шарлотта Земляничка / Золушка |
| 2009      | с  | Ханна Монтана                       | Hannah Montana                 | Вероника                                                                                            |
| 2013      | с  | Новая норма                         | The New Normal                 | Лорен                                                                                               |
| 2013      | с  | Восприятие                          | Perception                     | Сара                                                                                                |
| 2013      | с  | Джесси                              | Jessie                         | Марси                                                                                               |
| 2016      | с  | Американская история ужасов: Роанок | American Horror Story: Roanoke | исполнительный директор                                                                             |